# Иван Станковић (лекар)
Иван Станковић (Београд, 29. јун 1921 — Београд, 8. септембар 1973) био је српски лекар-офтамолог и универзитетски професор, од 1971. до 1973. био је декан Медицинског факултета у Београду.

## Биографија
Син је биолога и академика Синише Станковића.
Медицински факултет у Београду завршио је 1955. године. Одбранио је докторат са тезом Прилог специфичности симпатичке офталмије. Први је лекар у Србији који се бавио генетиком очних болести, а допринео је увођењу флуоресцеинске ангиографије. Оснивач је одељења у Клиничкој болници града Београда на Звездари 1966. године, која је касније прерасла у Институт за очне болести „Проф. др Иван Станковић”.
Први је у Југославији оперисао катаракту Krwawicz-овом методом криоестракције 1964. године. Увео је и примену Preziossi-Scheie-ове методе термофистуле, у циљу постизања што боље нормализације интраокуларног притиска.
Био је председник Социјално-здравственог већа Скупштине града Београда, генерални секретар Савеза лекарског друштва Југославије. На Медицинском факултету је био редовни професор и декан од 1971. до смрти.
Објавио је преко 170 научних и стручних радова у земљи и иностранству и три уџбеника из предмета Офталмологија, заједно са проф. др Олгом Литричин и проф. др Миланом Благојевићем.
Сахрањен је у Алеји заслужних грађана на Новом гробљу у Београду.
Одликован је Орденом заслуга за народ са сребрним венцем и другим одликовањима.